# San Isidro (Intibucá)
San Isidro é uma cidade hondurenha do departamento de Intibucá.